# Jean-Paul Roux (historien)
Pour les articles homonymes, voir Jean-Paul Roux, Jean-Paul Roux (réalisateur) et Jean-Paul Roux (syndicaliste).
Jean-Paul Roux, né le 5 janvier 1925 à Paris et mort le 29 juin 2009 à Saint-Germain-en-Laye,,, est un historien français spécialiste des mondes turc et mongol, et de la culture islamique.

## Biographie
Né à Paris le 5 janvier 1925, Jean-Paul Roux étudia à l'École nationale des langues orientales vivantes (aujourd'hui INALCO) et à l’École du Louvre.
Il entre à 27 ans au Centre national de la recherche scientifique (CNRS), où il devient directeur de recherche. Il obtient également le poste de professeur à l’École du Louvre où il enseignait les arts islamiques, maîtrisant de nombreuses langues orientales. Il y avait été nommé en 1965 sur proposition d'André Malraux. Il soutient une thèse de doctorat ès lettres en 1966.
Jean-Paul Roux publia de nombreux livres ayant pour sujets l'Orient, l'Asie, ainsi que l'histoire comparée des religions. Il consacra son œuvre à faire connaître dans le monde érudit comme dans le grand public l'histoire et la mythologie des peuples turcs et mongols.
Il organisa à Paris les deux grandes expositions d'art islamique de l'Orangerie (1971) et du Grand Palais (1977) qui contribuèrent à réveiller l'intérêt du public pour la culture islamique et aboutirent à la création en 2003, au sein du musée du Louvre, du département des arts de l'Islam,.

## Publications

### Sélection d'ouvrages
- La Turquie, éd. Payot, Paris, 1953.
- L'islam en Asie, éd. Payot, Paris 1958.
- La mort (la survie) chez les peuples altaïques anciens et médiévaux d'après les documents écrits, Paris, éd. Maisonneuve et Larose, 1963, 214 p. (OCLC 2755390).
- Faune et flore sacrées dans les sociétés altaïques, éd. Maisonneuve et Larose, 1966, 478 p. (OCLC 2702840).
- Les traditions des nomades de la Turquie méridionale : contribution à l'étude des représentations religieuses des sociétés turques d'après les enquêtes effectuées chez les Yörük et les Tahtaci, éd. Maisonneuve et Larose, 1969.
- Jean-Paul Roux, À Propos des osselets de Gengis Khan, Wiesbaden, 1976, 12 p. (SUDOC 23991143)
- Mustafa Kemal et la Turquie nouvelle, éd. Maisonneuve et Larose, 1983.
- La religion des Turcs et des Mongols, éd. Payot, Paris, 1984, Prix Diane-Potier-Boès 1985.
- Histoire des Turcs : deux mille ans du Pacifique à la Méditerranée, éd. Fayard, Paris, 1984, réédit. 2000.
- Les explorateurs au Moyen Âge (avec Sylvie-Anne Roux), éd. Fayard, 1985.
- Babur : histoire des Grands Moghols, éd. Fayard, 1986.
- Le sang : mythes, symboles et réalités, éd. Fayard, 1988.
- Jésus, éd. Fayard, 1989.
- Tamerlan, éd. Fayard, 1991.
- Histoire de l'Empire mongol, éd. Fayard, 1993.
- Le roi : mythes et symboles, éd. Fayard, 1995.
- L'Asie centrale : histoire et civilisation, éd. Fayard, 1997.
- Montagnes sacrées, montagnes mythiques, éd. Fayard, 1999, 410 p. (ISBN 978-2-213-60326-1, OCLC 421783922)
- Gengis Khan et l'Empire mongol, éd. Gallimard, coll. « Découvertes Gallimard / Histoire » (no 422), Paris, 2002.
- La femme dans l'histoire et les mythes, éd. Fayard, 2004.
- Les Ordres d'Allah, éd. Desclée de Brouwer, Paris, 2006.
- Histoire de l'Iran et des Iraniens, des origines à nos jours, éd. Fayard, 2006.
- Un choc de religions : la longue guerre de l'Islam et de la Chrétienté, 622-2007, éd. Fayard, 2007.
- Dictionnaire des arts de l'Islam, éd. Fayard, 2007.

### Préfaces
- Arts de l'Islam : des origines à 1700, par André Parrot, préface par Jean-Paul Roux, Paris, Ministère des Affaires culturelles, 1971.
- Traité de gouvernement : Siyaset-Name, composé pour le sultan Malik Chah, par Nizam al-Mulk, traduit du persan et annoté par Charles Schefer, préface de Jean-Paul Roux, Paris, Sindbad, 1984.

### Édition scientifique
- Histoire de la Turquie depuis les origines jusqu'à nos jours, par Léon Lamouche, préface de René Pinon, Nouvelle édition complétée, Paris, Payot, 1953.
- Architecture et sculpture, des origines à nos jours, Moyen Age et Renaissance : les formes de l'art, sous la direction de Jean Charbonneaux et Pierre Pradel, avec le concours de May Vieillard-Troiékouroff, Jean-Paul Roux, Jacques Thirion, Léon Pressouyre et Daniel Ternois, Paris, Fernand Nathan, 1971.
- Histoire et civilisation de l'Islam en Europe : Arabes et Turcs en Occident du VIIème au XXe siècle, sous la direction de Francesco Gabrieli, Giacomo Carretto, Claudio Lo Jacono et Alberto Ventura, édition française sous la direction de Jean-Paul Roux, traduit de l'italien par Claude Carme, Paris, Bordas, 1983.

### Sélection d'articles
- Jean-Paul Roux, « Tängri. Essai sur le ciel-dieu des peuples altaïques (premier article) », Revue de l'histoire des religions, vol. 149, nos 149-1,‎ 1956, p. 49-82 (OCLC 861039119, DOI 10.3406/rhr.1956.7167, lire en ligne)
- Jean-Paul Roux, « Tängri. Essai sur le ciel-dieu des peuples altaïques (deuxième article) », Revue de l'histoire des religions, vol. 149, nos 149-2,‎ 1956, p. 197-230 (DOI 10.3406/rhr.1956.7121, lire en ligne)
- Jean-Paul Roux, « Tängri. Essai sur le ciel-dieu des peuples altaïques (troisième article) », Revue de l'histoire des religions, vol. 150, nos 150-1,‎ 1956, p. 27-54 (ISSN 0035-1423, OCLC 5790507311, DOI 10.3406/rhr.1956.7142, JSTOR 23666313, lire en ligne)
- Jean-Paul Roux, « Tängri. Essai sur le ciel-dieu des peuples altaïques (quatrième article) », Revue de l'histoire des religions, vol. 150, nos 150-2,‎ 1956, p. 173-212 (DOI 10.3406/rhr.1956.7167, lire en ligne)
- Jean-Paul Roux, « Le lait et le sein dans les traditions turques », L'Homme, vol. 7, no 2,‎ 1967, p. 48-63 (DOI 10.3406/hom.1967.366884, lire en ligne)
- Jean-Paul Roux, « La veuve dans les sociétés turques et mongoles de l'Asie centrale », L'Homme, vol. 9, no 4,‎ 1969, p. 51-78 (DOI 10.3406/hom.1969.367076, lire en ligne)
- Jean-Paul Roux, « Les Fidèles de Vérité et les croyances religieuses des Turcs », Revue de l'histoire des religions, vol. 176, nos 176-1,‎ 1969, p. 61-95 (DOI 10.3406/rhr.1969.9488, lire en ligne)
- Jean-Paul Roux, « Guerre et Lune chez les Turcs. », Revue de l'histoire des religions, t. 198, no 2,‎ 1981, p. 183-186 (DOI 10.3406/rhr.1981.4891, lire en ligne)
- Jean-Paul Roux, « Les religions dans les sociétés turco-mongoles », Revue de l'histoire des religions, vol. 201, t. 201-4,‎ 1984, p. 393-420 (DOI 10.3406/rhr.1984.4242, lire en ligne).